# Folke Frölén
Folke Frölén   (Eskilstuna, 25 de febrer de 1908 - Umeå, 6 de novembre de 2002) va ser un genet suec, especialista en el concurs complet d'equitació, guanyador d'una medalla olímpica.
El 1952 va prendre part en els Jocs Olímpics d'Estiu de Hèlsinki, on va disputar dues proves del programa d'hípica amb el cavall Fair. En el concurs complet per equips guanyà la medalla d'or, mentre en el concurs complet individual fou quinzè.